# Orion (poemat)

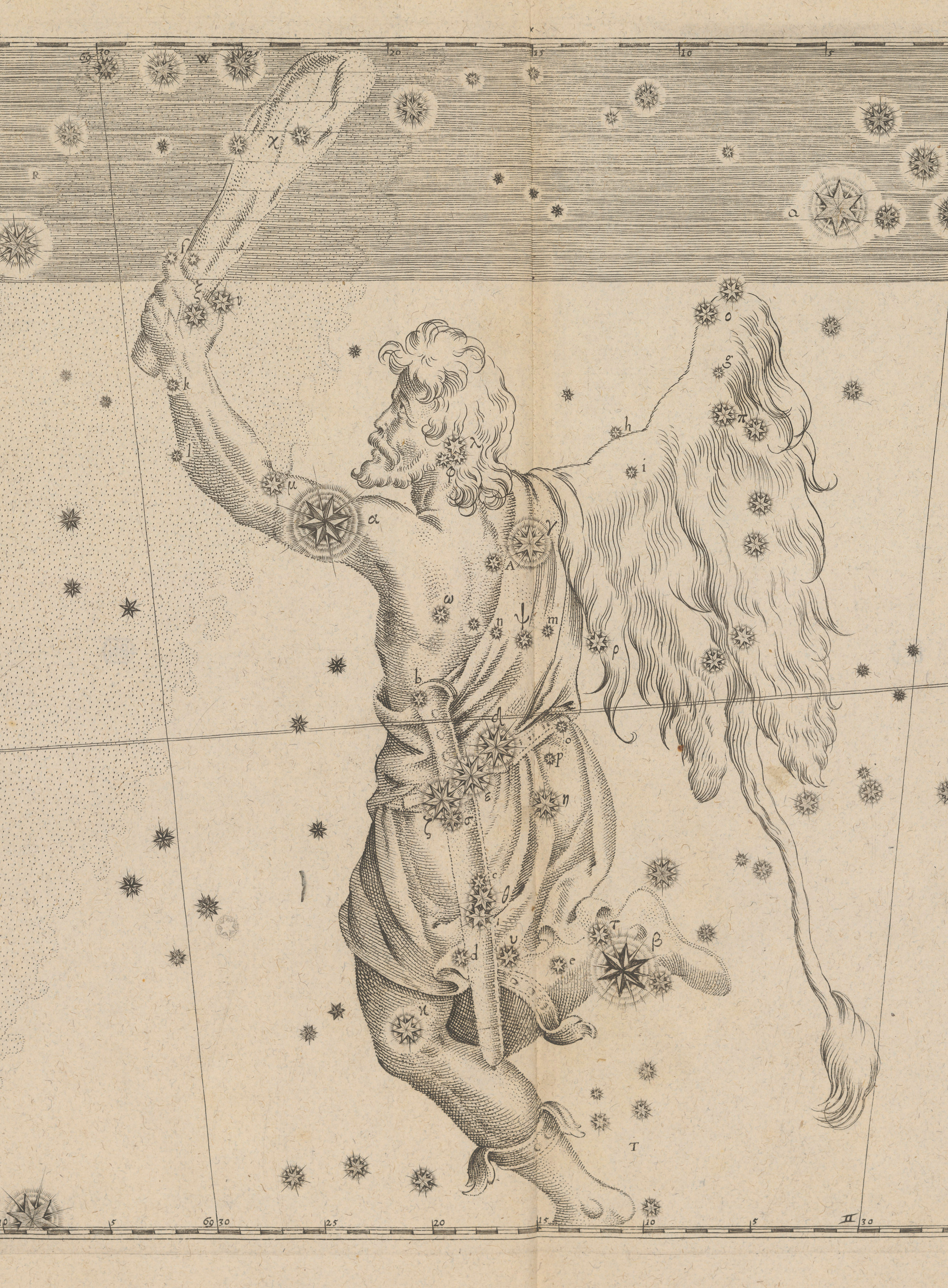
Orion został unieśmiertelniony jako gwiazdozbiór

Orion – poemat romantycznego angielskiego poety Richarda Henry’ego (Hongista) Horne’a, opublikowany w 1843. Utwór jest oparty na motywach z mitologii greckiej i opowiada historię giganta Oriona, który kochał boginię Artemidę. Utwór, ukazujący drogę głównego bohatera od ignorancji do wiedzy, był odczytywany jako parabola losu dziewiętnastowiecznych robotników, którzy mieli podnosić swój status społeczny poprzez edukację. Orion był najpopularniejszym dziełem poety. Utwór jest napisany wierszem białym, nierymowanym pentametrem jambicznym (blank verse). Składa się z trzech ksiąg, po trzy pieśni każda.
Ye rocky heights of Chios, where the snow;

Lit by the far-off and receding moon,

Now feels the soft dawn's purpling twilight creep

Over your ridges, while the sipging dews,

Like creatures on a mission from the spheres,

Swarm down, and wait to be instinct with gold

And solar fire! – ye mountains waving brown

With thick-winged woods, and blotted with deep caves

In secret places; and ye paths that stray

E'en as ye list;
W niektórych miejscach poeta ozdabia bezrymowy tok wiersza aliteracją: To grots and sacred groves, with loitering steps/And bosoms swelled and throbbing, like a bird’s/Held between human hands. The hounds with tongues.